# Nuoto sincronizzato ai campionati mondiali di nuoto 2013 - Singolo (programma tecnico)
La fase preliminare si è svolta la mattina del 20 luglio 2013, mentre la finale si è svolta la sera dello stesso giorno.

## Medaglie
| Posizione | Atleta            | Paese  |
| --------- | ----------------- | ------ |
| Oro       | Svetlana Romašina | Russia |
| Argento   | Huang Xuechen     | Cina   |
| Bronzo    | Ona Carbonell     | Spagna |

## Risultati
in verde sono denotate le finaliste.
| Pos. | Atleta                   | Nazionalità    | Preliminare | Preliminare | Finale    | Finale |
| Pos. | Atleta                   | Nazionalità    | Punti       | Pos.        | Punti     | Pos.   |
| ---- | ------------------------ | -------------- | ----------- | ----------- | --------- | ------ |
|      | Svetlana Romašina        | Russia         | 96.200      | 1           | 96.800    | 1      |
|      | Huang Xuechen            | Cina           | 95.100      | 2           | 95.500    | 2      |
|      | Ona Carbonell            | Spagna         | 94.200      | 3           | 94.400    | 3      |
|      | Anna Vološyna            | Ucraina        | 92.100      | 4           | 92.900    | 4      |
|      | Yukiko Inui              | Giappone       | 91.800      | 5           | 91.900    | 5      |
|      | Chloe Isaac              | Canada         | 91.000      | 6           | 90.600    | 6      |
|      | Despoina Solomou         | Grecia         | 88.500      | 7           | 89.600    | 7      |
|      | Linda Cerruti            | Italia         | 88.400      | 8           | 89.200    | 8      |
|      | Jenna Randall            | Regno Unito    | 87.500      | 10          | 87.500    | 9      |
|      | Mary Killman             | Stati Uniti    | 88.100      | 9           | 87.300    | 10     |
|      | Sona Bernardová          | Rep. Ceca      | 84.900      | 11          | 85.200    | 11     |
|      | Kang Un-Ha               | Corea del Nord | 84.400      | 12          | 85.100    | 12     |
|      | Margot de Graaf          | Paesi Bassi    | 83.400      | 13          | 83.400    | 13     |
|      | Pamela Fischer           | Svizzera       | 83.400      | 13          | 82.700    | 14     |
|      | Nadine Brandl            | Austria        | 82.100      | 15          | 81.900    | 15     |
|      | Kyra Felßner             | Germania       | 79.100      | 16          | 80.100    | 16     |
| 16.5 | H09.5                    |                |             |             | 00:55.635 | O      |
| 17   | Etel Sanchez             | Argentina      | 78.900      | 17          |           |        |
| 18   | Jana Labáthová           | Slovacchia     | 78.800      | 18          |           |        |
| 19   | Reem Wail                | Egitto         | 77.200      | 19          |           |        |
| 20   | Jennifer Cerquera        | Colombia       | 77.100      | 20          |           |        |
| 21   | Iryna Limanouskaya       | Bielorussia    | 76.800      | 21          |           |        |
| 22   | Greisy Gomez             | Venezuela      | 75.100      | 22          |           |        |
| 22   | Malin Gerdin             | Svezia         | 75.100      | 22          |           |        |
| 24   | Kalina Yordanova         | Bulgaria       | 74.900      | 24          |           |        |
| 25   | Anastasiya Ruzmetova     | Uzbekistan     | 74.000      | 25          |           |        |
| 26   | Ana Çekiç                | Serbia         | 71.500      | 26          |           |        |
| 26   | Anouk Eman               | Aruba          | 71.500      | 26          |           |        |
| 28   | Violeta Mitinian         | Costa Rica     | 71.300      | 28          |           |        |
| 29   | Kirstin Anderson         | Nuova Zelanda  | 69.900      | 29          |           |        |
| 30   | Lim Hyun-Ji              | Corea del Sud  | 69.200      | 30          |           |        |
| 31   | Au Ieong Sin Ieng        | Macao          | 67.200      | 31          |           |        |
| 32   | Kerry Beth Norden        | Sudafrica      | 62.600      | 32          |           |        |
| 32   | Jennifer Quintana        | Cuba           | 62.600      | 32          |           |        |
| 34   | Claudia Megawati Suyanto | Indonesia      | 61.200      | 34          |           |        |
| 35   | Dhitaya Tanabunsombat    | Thailandia     | 55.200      | 35          |           |        |